# Råsjön, Jämtland
Råsjön är en sjö i Ragunda kommun i Jämtland och ingår i Indalsälvens huvudavrinningsområde. Sjön har en area på 0,329 kvadratkilometer och ligger 223 meter över havet. Sjön avvattnas av vattendraget Råsjöbäcken.

## Delavrinningsområde
Råsjön ingår i det delavrinningsområde (698858-153535) som SMHI kallar för Mynnar i Indalsälvens vattendragsyta. Medelhöjden är 275 meter över havet och ytan är 28,97 kvadratkilometer. Det finns inga avrinningsområden uppströms utan avrinningsområdet är högsta punkten. Råsjöbäcken som avvattnar avrinningsområdet har biflödesordning 2, vilket innebär att vattnet flödar genom totalt 2 vattendrag innan det når havet efter 95 kilometer. Avrinningsområdet består mestadels av skog (87 procent). Avrinningsområdet har 0,33 kvadratkilometer vattenytor vilket ger det en sjöprocent på 1,1 procent.